# Pokémon Legends: Z-A
Pokémon Legends: Z-A je připravovaná videohra, která má vyjít v roce 2025. Vyvinula ji společnost Game Freak, vydá ji Nintendo a The Pokémon Company pro Nintendo Switch. Hra se odehrává v regionu Kalos, v městě Lumiose City. Jde o druhou hru Pokémon Legends po Pokémon Legends: Arceus (2022).

## Vývoj
Hra byla oznámena 27. února 2024 během Pokémon Presents. Hra bude obsahovat Mega Evolution, která se poprvé objevila v hrách X a Y. Hru vyvíjí Game Freak.